# Windows Essential Business Server
Windows Essential Business Server (nom de code Centro) était l'offre de serveur informatique de Microsoft pour les entreprises de taille moyenne (jusqu'à un maximum de 300 utilisateurs ou appareils). Mis en production le 15 septembre 2008 et officiellement lancé le 12 novembre 2008, il a été abandonné le 30 juin 2010.